# Rana kobai
Rana kobai es una especie de anfibio anuro de la familia Ranidae.

## Distribución geográfica
Esta especie es endémica de las islas Amami en el archipiélago de Nansei en Japón. Se encuentra en Amami-Ōshima, Kakeromajima y Tokunoshima.

## Descripción
Los machos miden de 32 a 41 mm y las hembras de 35 a 46 mm.

## Etimología
Esta especie lleva el nombre en honor a Kazuo Koba.

## Publicación original
- Matsui, 2011 : On the brown frogs from the Ryukyu Archipelago, Japan, with descripitons of two new species (Amphibia, Anura). Current Herpetology, vol. 30, p. 111-128[3]